# Greg Benson
Greg Benson – australijski judoka.
Srebrny medalista mistrzostw Oceanii w 1977. Trzeci na mistrzostwach Australii w 1977 roku.